# 7459 Джілбертофранко
7459 Джілбертофранко (7459 Gilbertofranco) — астероїд головного поясу, відкритий 28 квітня 1984 року.
Тіссеранів параметр щодо Юпітера — 3,394.